# Jesper Ollas
Jesper Ollas, född 27 april 1984 i Norrköping, är en svensk ishockeyspelare som säsongen 10/11 spelade för ishockeyklubben Leksands IF i Hockeyallsvenskan. Ollas ingick i den så kallade krigarkedjan i Leksand, tillsammans med Johan Hägglund och Johan Eneqvist. Inför säsongen 2011-12 skrev han på för Brynäs IF. 22 april 2016 blev det klart att Ollas gör comeback i Leksands IF inför säsongen 2016/-17.